# Tash Sultana
Tash Sultana (Melbourne, 15 juni 1995) is een Australisch singer-songwriter en multi-instrumentalist. Sultana speelt zowel live als in de studio alle instrumenten. De artiest is omschreven als "one-person-band" en "one-woman band". Sultana is in 2017 en 2018 genomineerd voor diverse ARIA Awards en won er een, in de categorie Best Blues and Roots Album voor het album Flow state. Sultana heeft wereldwijd honderden concerten gegeven en opgetreden op festivals waaronder Down The Rabbit Hole, Lowlands en Rock Werchter. In eigen land behaalden de singles Jungle, Mystik, Murder to the mind en Electric feel  de Triple J Hottest 100.

## Biografie

### Jeugd en muzikale aspiraties

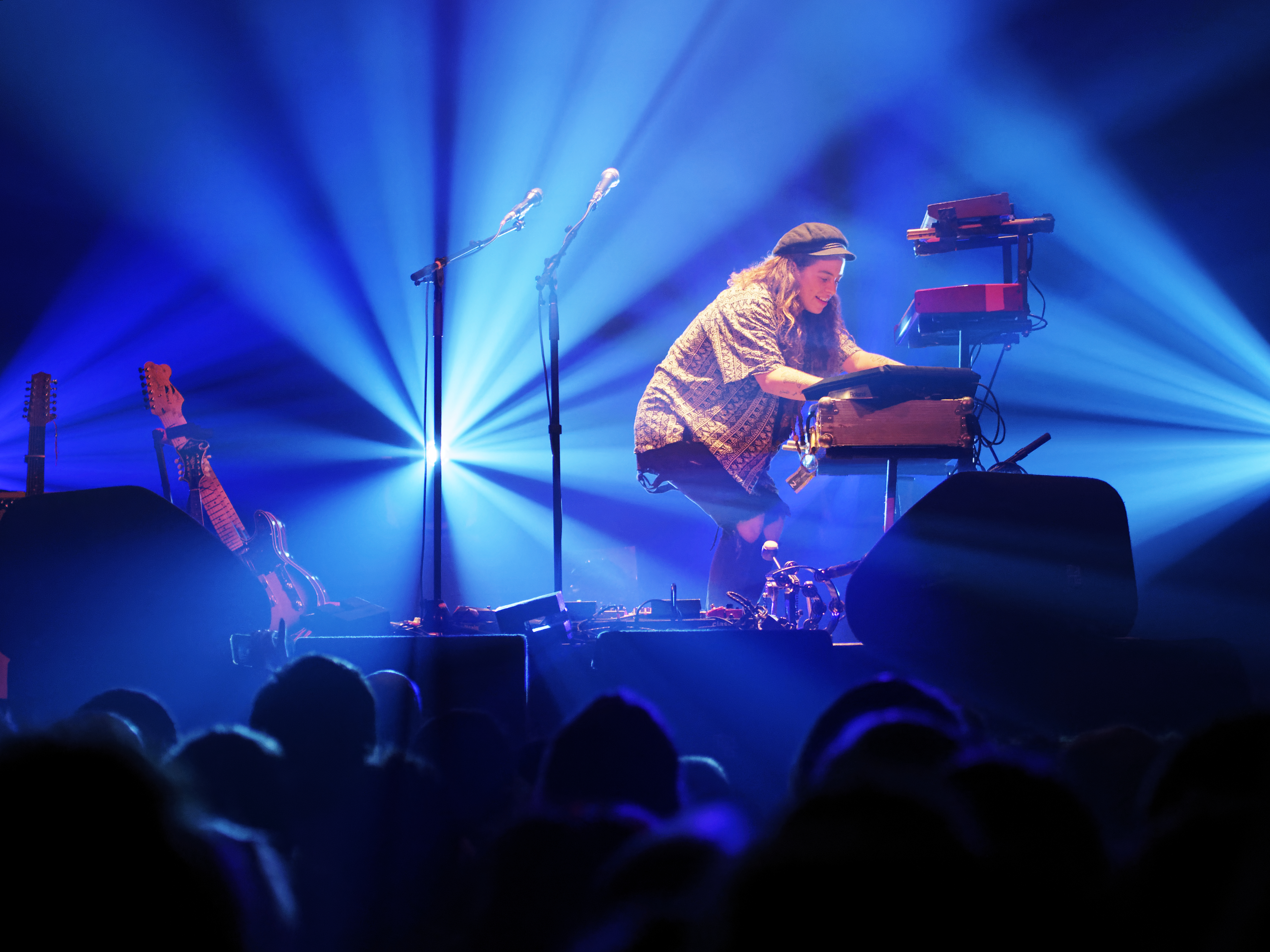
Sultana tijdens een optreden in de Melkweg in Amsterdam (22 juni 2017)

Sultana is geboren en getogen in Melbourne. Sultana had voor het eerst een gitaar op driejarige leeftijd; een cadeau van haar grootvader. Op zeventienjarige leeftijd kreeg Sultana een psychose als resultaat van een drugs-verslaving. Het herstel kostte maanden therapie. Sultana spreekt hier openlijk over. Na een onsuccesvolle zoektocht naar een baan begon Sultana te spelen als straatmuzikant. Sinds 2013 publiceert de singer-songwriter muziek op Bandcamp.

### Notionen doorbraak (2016-2017)
In 2016 ging een video van het lied Jungle viraal. Een opname werd een miljoen maal bekeken in vijf dagen tijd. Sultana won een J Award in de categorie Unearthed Artist of the Year. De nummers Jungle en Notion belandden in de Triple J Hottest 100, op respectievelijk de derde en 32ste positie. Beide nummers zijn afkomstig van de ep Notion die in 2016 werd uitgebracht op Sultana's eigen label Lonely Lands Records. De ep behaalde de achtste positie in de Aria Charts. Vanwege het succes van de ep ging de artiest op wereldtournee. Op 21 april 2016 volgde een presentatie tijdens TEDxUniMelb. Op 16 september 2016 speelde Sultana een live-uitvoering van Jungle in het Nederlandse praatprogramma De Wereld Draait Door.
In 2017 verscheen de single Murder to the mind. Op 25 juli dat jaar werd de Homecoming Tour aangekondigd. Gastoptredens werden verzorgd door Pierce Brothers en Willow Beats. Tijdens de tournee werden onder andere Adelaide, Fremantle, Margaret River, Melbourne, Noosa en Sydney aangedaan. Op 2 oktober 2017 trad Sultana op in het Amerikaanse praatprogramma Late Night with Seth Meyers. Het was het Amerikaanse televisiedebuut voor de Australische artiest, waarbij Sultana het lied Jungle live speelde.

### Flow state(2018-heden)
Het debuutalbum Flow state verscheen op 31 augustus 2018. Het album werd uitgebracht op lp en cd. Ook wordt het album aangeboden als download in 16 en 24 bit FLAC.
Zowel in 2017 als in 2018 is Sultana genomineerd voor diverse onderscheidingen die uitgereikt worden door de Australian Recording Industry Association. In 2018 won de singer-songwriter een Artisan Award in de categorie Best Blues and Roots Album voor Flow state.

### Persoonlijk leven
Sultana is non-binair en geeft er de voorkeur aan om (in het Engels) aangeduid te worden met de genderneutrale voornaamwoorden "they" en "them".

## Prijzen en onderscheidingen
| Onderscheiding | Jaar | Titel               | Categorie                    | Resultaat   | Ref    |
| -------------- | ---- | ------------------- | ---------------------------- | ----------- | ------ |
| ARIA Awards    | 2017 | Notion              | Best Independent Release     | Genomineerd | [ 19 ] |
| ARIA Awards    | 2017 | Notion              | Best Blues and Roots Album   | Genomineerd | [ 19 ] |
| ARIA Awards    | 2017 |                     | Breakthough Artist of 2017   | Genomineerd | [ 19 ] |
| ARIA Awards    | 2017 | Notion Tour         | Best Australian Live Act     | Genomineerd | [ 19 ] |
| ARIA Awards    | 2018 | Flow state          | Best Female Artist           | Genomineerd | [ 20 ] |
| ARIA Awards    | 2018 | Flow state          | Best Blues and Roots Album   | Gewonnen    | [ 5 ]  |
| ARIA Awards    | 2018 | Homecoming Tour     | Best Australian Live Act     | Genomineerd | [ 21 ] |
| ARIA Awards    | 2019 | Can't buy happiness | Best Soul/R&B Release        | Genomineerd | [ 22 ] |
| Artisan Awards | 2018 | Flow state          | Producer of The Year         | Genomineerd | [ 23 ] |
| Artisan Awards | 2018 | Flow state          | Best Cover Art               | Genomineerd | [ 24 ] |
| Artisan Awards | 2018 | Salvation           | Best Video                   | Genomineerd | [ 25 ] |
| J Award        | 2016 |                     | Unearthed Artist of the Year | Gewonnen    | [ 26 ] |
| Pop Awards     | 2019 | Flow state          | Album Of The Year            | Gewonnen    | [ 27 ] |
| Pop Awards     | 2019 | Tash Sultana        | Emerging Artist Of The Year  | Gewonnen    | [ 27 ] |

## Discografie

### Albums
| Titel       | Uitgebracht      | Label        | Hitlijsten | Hitlijsten | Hitlijsten | Hitlijsten |
| Titel       | Uitgebracht      | Label        | BE (VL)    | NL         | AU         |            |
| ----------- | ---------------- | ------------ | ---------- | ---------- | ---------- | ---------- |
| Flow State  | 31 augustus 2018 | Lonely Lands | 41         | 18         | 2          |            |
| Terra Firma | 19 februari 2021 | Lonely Lands | 131        | 38         | 1          |            |

### Ep's
| Titel     | Uitgebracht       | Label                |
| --------- | ----------------- | -------------------- |
| Yin yang  | 2013              | —                    |
| Notion    | 23 september 2016 | Lonely Lands Records |
| SUGAR EP. | 19 augustus 2023  | Lonely Lands Records |

### Singles
| Album       | Titel               | Uitgebracht | Hitlijsten | Hitlijsten | Hitlijsten | Hitlijsten |
| Album       | Titel               | Uitgebracht | BE (VL)    | NL         | AU         |            |
| ----------- | ------------------- | ----------- | ---------- | ---------- | ---------- | ---------- |
| —           | Higher              | 2015        | —          | —          | —          |            |
| —           | Brainflower         | 2015        | —          | —          | —          |            |
| Notion      | Gemini              | 2016        | —          | —          | —          |            |
| Notion      | Notion              | 2016        | —          | —          | —          |            |
| Notion      | Jungle              | 2016        | —          | —          | 39         |            |
| Flow state  | Murder to the mind  | 2017        | —          | —          | 59         |            |
| Flow state  | Mystik              | 2017        | —          | —          | 77         |            |
| Flow state  | Salvation           | 2018        | —          | —          | 200        |            |
| Flow state  | Harvest love        | 2018        | —          | —          | —          |            |
| Flow state  | Free mind           | 2018        | —          | —          | —          |            |
| —           | Can't buy happiness | 2019        | —          | —          | —          |            |
| —           | Talk it out         | 2019        | —          | —          | —          |            |
| —           | Daydreaming         | 2019        | —          | —          | —          |            |
| —           | Through the Valley  | 2020        | —          | —          | —          |            |
| Terra Firma | Pretty Lady         | 2020        | —          | —          | —          |            |
| Terra Firma | Greed               | 2020        | —          | —          | —          |            |
| Terra Firma | Beyond the Pine     | 2020        | —          | —          | —          |            |
| Terra Firma | Willow Tree         | 2020        | —          | —          | —          |            |
| Terra Firma | Sweet & Dandy       | 2021        | —          | —          | —          |            |
| SUGAR EP.   | James Dean          | 2023        | —          | —          |            |            |
| SUGAR EP.   | New York            | 2023        | —          | —          |            |            |
| SUGAR EP.   | Bitter Lovers       | 2023        | —          | —          |            |            |